# Грехи отца
«Грехи отца» (также используются названия «Несказанное», «То, что не сказано») — фильм американского режиссёра Тома Маклафлина, снятый на стыке жанров триллер и драма. Получил специальный приз жюри на Международном кинофестивале в Марракеше 2001 года.

## Сюжет
После того, как сын психиатра Майкла Хантера совершает самоубийство, в жизни мужчины начинается чёрная полоса: отношения с женой на грани развода, дочь-подросток с каждым днём всё больше и больше отдаляется от отца. Через некоторое время семья Хантеров и вовсе распадается. Майкл бросает психиатрическую практику, так как считает, что не может больше помогать людям, ведь не смог помочь своему сыну справиться с депрессией.
Когда Барбара, бывшая студентка Майкла, просит его помочь с одним её пациентом, семнадцатилетним Томасом Кэффи, Майкл сначала отказывается, но позже поддаётся уговорам девушки. В детстве Томас стал свидетелем драки между своими родителями, которая закончилась убийством отцом матери. С тех пор парень содержится в психиатрическом учреждении, так как временами его поведение бывает довольно странным. По достижении восемнадцати лет Томаса должны будут либо перевести в клинику для взрослых, либо выписать.
После начала работы с Томми, Майклу начинает казаться, что парень очень похож на его сына. Причём создаётся впечатление, будто Томас, никогда не видевший покойного Кайла, намеренно копирует его стиль поведения, манеры и привычки. Также Майкл начинает понимать, что Томми умышленно или неосознанно скрывает обстоятельства, при которых произошло убийство его матери…

## В ролях
| Актёр             | Роль         |
| ----------------- | ------------ |
| Энди Гарсиа       | Майкл Хантер |
| Винсент Картайзер | Томас Кэффи  |
| Тревор Блумас     | Кайл Хантер  |
| Челси Филд        | Пенни Хантер |
| Линда Карделлини  | Шелли Хантер |
| Тери Поло         | Барбара      |
| Сэм Боттомс       | Джозеф Кэффи |
| Брендан Флетчер   | Трой         |